# Levittown (Puerto Rico)
Levittown es una urbanización localizada dentro del municipio de Toa Baja es una de las urbanizaciones planificadas más grande de Puerto Rico. Fue desarrollada por Levitt & Sons en 1963.
La empresa constructora, Levitt & Sons, encabezada por Abraham Levitt y sus dos hijos, William y Alfred, construyeron cuatro comunidades planificadas llamados «Levittown» en Nueva York, Pensilvania, Nueva Jersey y Puerto Rico.

## Geografía y urbanismo
Levittown en Puerto Rico está dividida en ocho secciones (El nombre de la 8.ª sección fue cambiado a Fronteras de Bayamón al quedar ubicada en ese municipio) y otras pequeñas urbanizaciones y condominios.  Levittown tiene varios centros comerciales con al menos uno en cada sección. Al oeste está localizado un pequeño lago artificial formado al drenar los pantanos sobre donde se construyó Levittown. 
Al este, el río Bayamón divide Levittown de la villa pesquera de Palo Seco. Al Norte está la Ensenada de Boca Vieja y al comunidad de Sabana Seca donde está enclavada esta urbanización y el municipio de Bayamón.
El balneario público de Toa Baja queda en las cercanías y se llamado Punta Salinas y uno de los centros deportivos públicos más grande de la Área Metropolitana de San Juan  con canchas de tenis y un estadio para eventos de pista y campo. Su piscina de tamaño reglamentario ha estado en uso desde su construcción en el 1977.
La Escuela Superior es establecida en 1969 y su edificio actual fue inaugurado en 1972.  En 1975 se le da el nombre de una figura política muy importante de la isla, el Dr. Pedro Albizu Campos.  El equipo de fútbol americano de la escuela, Los Levittown Spartans ha estado en las listas de los mejores equipos de la isla.

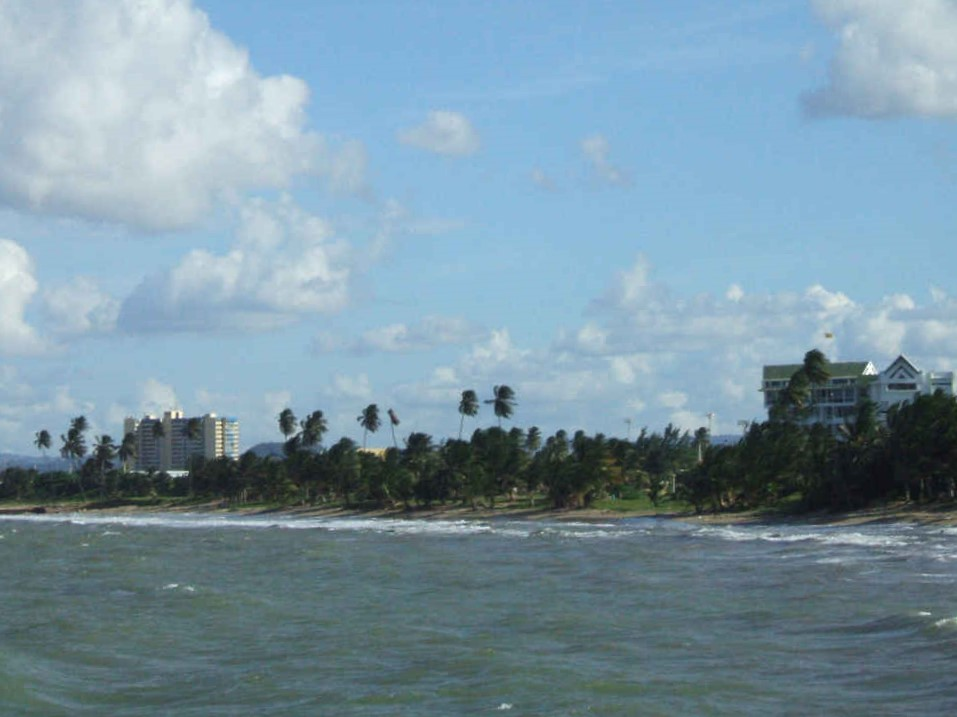
Vista desde la costa hacia el Hotel Comfort Inn

La avenida principal es el Bulevar de Levittown. Allí se concentra la mayoría de los pequeños negocios de la comunidad. Otra avenida importante es la Avenida Los Dominicos.  La carretera 165 une a Levittown con los pueblos de Toa Baja, Cataño y Dorado. Es una ruta muy panorámica que ofrece una vista a la costa donde se puede observar las cúpulas de los radares de Punta Salinas. De noche se llega a notar el faro del Castillo de San Felipe del Morro y la Planta Termoeléctrica de Palo Seco.  Esta franja costera es muy popular con los surfistas del área quienes lo conocen por Cochino Beach (Playa de Cochino), quizás por el agua color marrón debido a los sedimentos de la desembocadura del Río Bayamón.

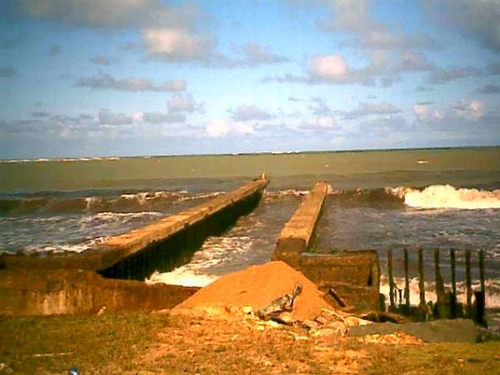
Antiguo embarcadero en Cochino Beach

Levittown se distingue por su torre de agua azul celeste (ya sin uso) que fue uno de los primeros depósitos de agua municipal para uso residencial en Puerto Rico.  La torre es conocida por los pilotos como Levittown Water Tank, y provee un punto de referencia visual para los aviones volando hacia el Aeropuerto Isla Grande o el Aeropuerto Internacional Luis Muñoz Marín.
El Balneario público, Playa de Punta Salinas, es la sede de una unidad de la Guardia Nacional Aérea de Puerto Rico, la 140 ADS. Dicha unidad provee apoyo al Administración Federal de Aviación para control aéreo. También es base de un escuadrón de Patrulla Aérea Civil (Civil Air Patrol).

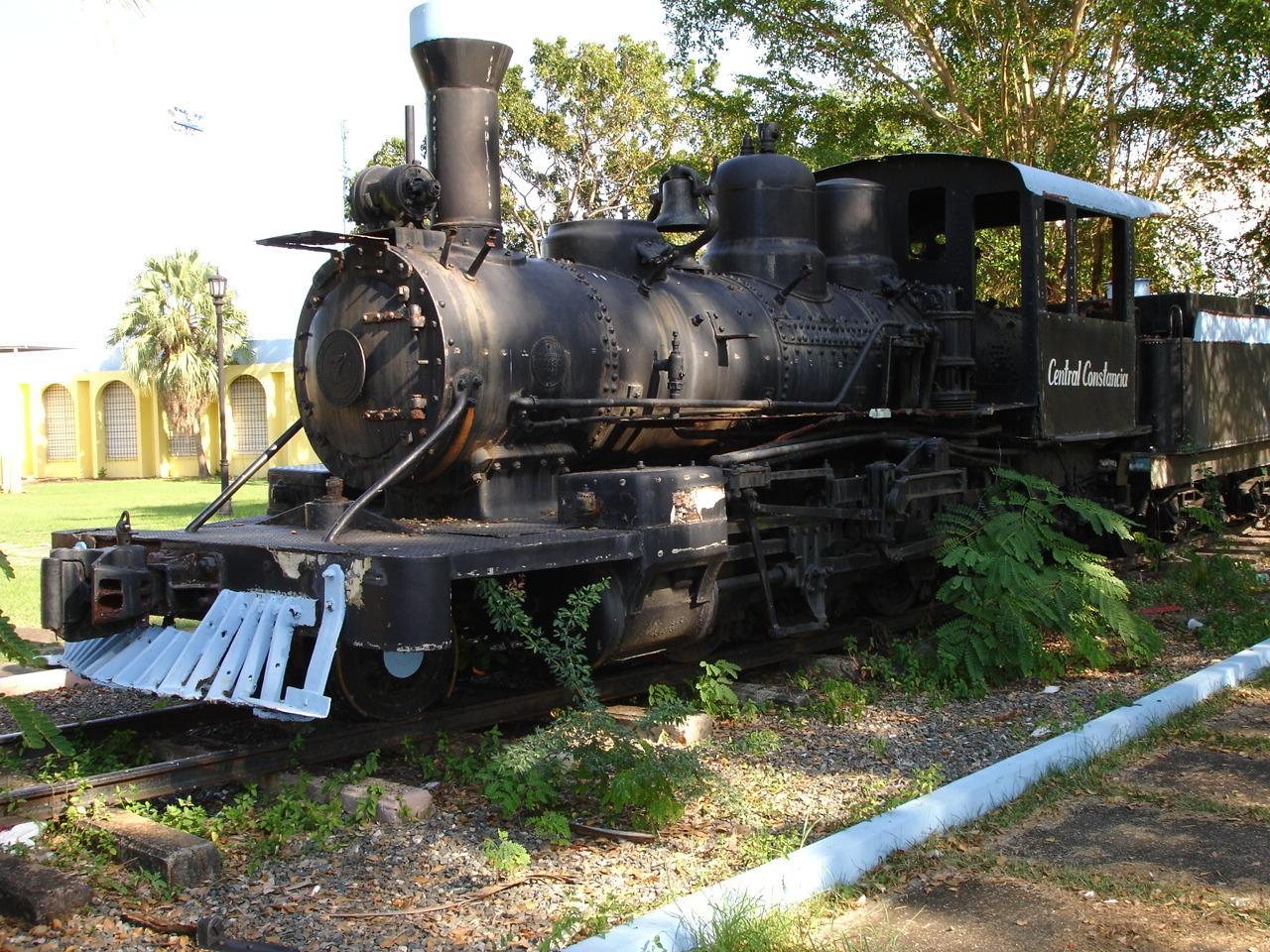
Antigua locomotora utilizada en la industria azucarera de Toa Baja. Actualmente una exposición estática en Levittown

El clima de Levittown es tropical.

## Demografía
•Según el censo del año 2000, vivían 30.140 personas en la comunidad.
•El tamaño de la familia promedio es de 3 a 4 personas.
•La densidad poblacional era de 5127,1 /km².
•Había 11.299 unidades habitacionales.
•La composición racial de la comunidad es de 81,2% blancos, 9,0% negros, 6,6% de otra raza y 3,2% de más de una raza. 4,5% de la población es de procedencia extranjera.
•La comunidad se compone de 53,1% femenina y 46,9% masculino.
•La comunidad se cataloga como de clase media y clase trabajadora.
•El ingreso medio para una familia en la comunidad para el 1999 era de 27.075 dólares. Se estima que el ingreso registrado es más bajo que la verdadera así que el ingreso real puede ser mayor.
•De la población mayor de 25 años, 76,1% tienen diplomas de Escuela Superior y 19,7% tienen grados universitarios. El 56% de la población de edad universitaria asiste a alguna institución de enseñanza superior.
•Desde hace muchos años, muchos habitantes del sector de Levitown han querido hacerlo pueblo. Quizás fue un factor que motivara el traslado de la Casa Alcaldía del pueblo a Sabana Seca que es el barrio donde queda ubicado el urbanización que se conoce como Levitown. Se inauguró el 18 de octubre de 1996. Esta construcción está valorada en 9,8 millones de dólares. Los fondos para la construcción se obtuvieron por un préstamo “Empréstito” del Banco Gubernamental de Fomento. En este Centro están la mayoría de las dependencias del Gobierno Municipal. Es un sector de Toa Baja, tan siquiera es un barrio.

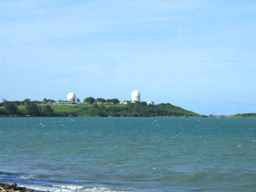
Punta Salinas vista desde Levittown